# 启示录第21章
启示录第21章记载了“新天新地”的景象，随后描绘了“新耶路撒冷”的出现，如同“新妇妆饰整齐，等候丈夫”。尽管传统上普遍认为该书作者为使徒约翰，但其实际身份在学术界仍存在诸多争议。“新天新地”和“新耶路撒冷”是上帝救赎计划的最终实现，标志着罪恶被根除、创造回归原初目的，整本《圣经》都为这一刻铺垫。新耶路撒冷象征属神子民的最终荣耀与奖赏，预示他们将与上帝永远同在，享受完全的平安与喜乐。

## 约翰看见新天新地（21:1–8）
这段经文作为过渡，总结了地上末世异象（如基督再临、哈米吉多顿、千禧年与最后审判），并引出描绘天上永恒荣耀的新耶路撒冷异象，连接了地上的末世与天上的永恒。在这个更新的宇宙中，天堂与地上的二元对立不复存在。曾经神与人之间的疏离与敌对已结束，神圣与人类的世界在耶路撒冷实现了神圣的合一。其内容包括新创造的来临、旧约应许的实现、痛苦的结束，以及神亲自发言宣告他的主权、工作的完成和对得胜者的应许。

### 第一节
我又看見一個新天新地；因為先前的天地已經過去了，海也不再有了。
在古希腊文原文中“新”是指“性质上新的”而非指“最近的”或“时间上新的”，这不仅仅是指下一个天和下一个地，这是更美好的天和更美好的地，取代旧的天地。《以赛亚书》、《彼得后书》和《罗马书》都提到旧的天地因罪被玷污，将被神以“新天新地”所取代。在犹太教中有两种观点，一种是旧世界会被更新，另一种观点是旧世界将会彻底毁灭后重造，《彼得后书》偏向后者。在犹太人的心目中，海是隔绝和邪恶之地，《启示录》早已表明海是撒旦之兽的源头。还有一种说法是大海象征着因罪而需要的洁净，而在永恒之国中洁净将不再必要。

### 第二节
我又看見聖城新耶路撒冷由神那裡從天而降，預備好了，就如新婦妝飾整齊，等候丈夫。
圣城“新耶路撒冷”从天而降，象征神的同在再度与人合一。旧耶路撒冷因拒绝基督而失圣，但如今已归回神，成为真正的圣城。“新婦”意指“订婚的年轻女子”，“也可以指新婚女子，总之是羔羊的妻子。而在这里，约翰将新耶路撒冷比作新妇，用于体现其美丽。此外约翰借用婚姻的隐喻，强调这种新关系的亲密性。

### 第三节
我聽見有大聲音從寶座出來說：看哪，神的帳幕在人間。他要與人同住，他們要作他的子民。神要親自與他們同在，作他們的神。

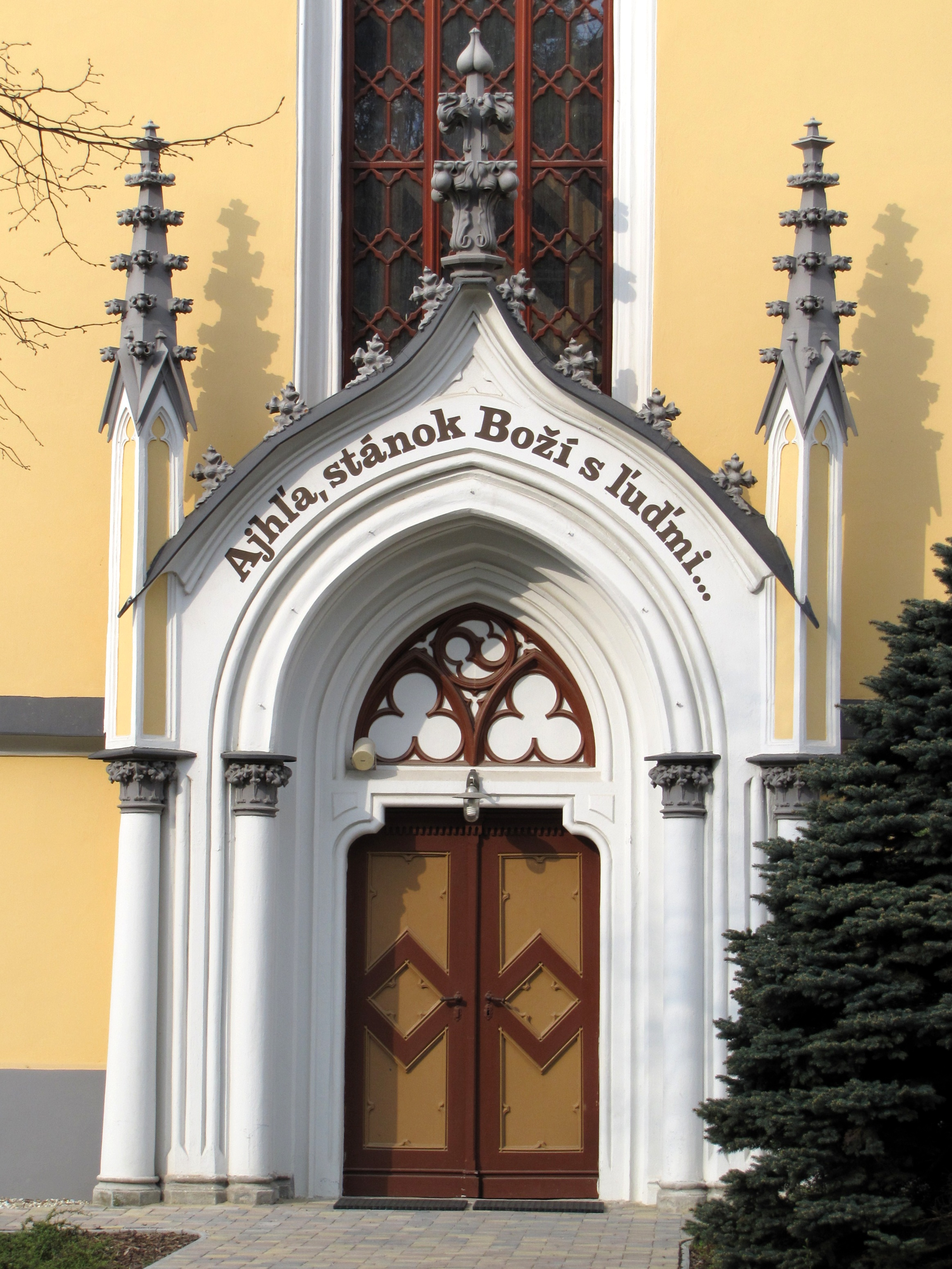
斯洛伐克的一座教堂上写着“看哪，神的帳幕在人間……”

“神的帳幕在人間”表明了《旧约》中多次出现的盟约承诺得以实现，“神的居所”意指“夏凱納”，即神临在的象征，还象征着出埃及时的云柱与火柱。此时神不再高高在上，而是在他们中间设立“帐幕”。人类早在伊甸园时便与他同行、交谈，但后来罪切断了这种团契。而人类自从伊甸园堕落以来，罪一直将人与神隔绝。“他要与人同住，他们要作他的子民”简洁地阐述了神的愿望和人的目，其中神的愿望是与人亲密地生活在一起，而人的目的是成为神的子民。

### 第四节
神要擦去他們一切的眼淚；不再有死亡，也不再有悲哀、哭號、疼痛，因為以前的事都過去了。
眼泪、死亡、哀号、痛苦都是罪的后果，这一切在天上将得以抹去，这正是新耶路撒冷的独特之处。“以前的事都过去了”再次表明了旧世界中所有痛苦、死亡的现实将被彻底废除，取而代之的是神亲自所建的永恒之城。而“擦去”的原文也指从生命册上抹去名字，体现的是上帝的公正与怜悯。上帝从生命册上抹去不信者的名字，正如他擦去信徒的眼泪一样。上帝将帮助所有曾经受苦的人，但唯一的例外是那些从生命册上被抹去的人。

### 第五节
坐寶座的說：看哪，我將一切都更新了！又說：你要寫上；因這些話是可信的，是真實的。
“我将一切都更新了”是新天新地这段描写的核心宣告，“更新”常用于神的创造与救赎行动，如今是指将天与地合一，成为得救者永恒的居所。在这里的“新”表示“在质量或性质上的新”，即更好、更优的事物，而新天新地同样是出于神的创造之工，全面更新旧的败坏世界。“你要写上”说明了这段话的重要性，同时还想表明这是绝对可信的启示。

### 第六节
他又對我說：都成了！我是阿拉法，我是俄梅戛；我是初，我是終。我要將生命泉的水白白賜給那口渴的人喝。
“都成了！”强调创造新秩序的任务已经完成，以及这创造行为一直延续到现在的影响。“我是”是神自我启示的重要称号，表明其独一无二的身份。这一称号既用于父神，也用于耶稣，显示出父与子的合一本质。耶稣不仅是神，也是创造的起源与终极，正如他在启示录中自称“首先的和末后的”。阿拉法和俄梅戛是神作为历史主宰的自我宣告，整卷《启示录》围绕这个主题展开，提醒信徒即使在这个邪恶的时代，神始终掌管历史。“喝”与“口渴”常被用来描绘神的供应与人属灵的需要。“喝”是一种行动，但更是一种接受的行动——就如同“信心”，它虽是人的主动回应，却并不是一种赚取功德的行为。

### 第七节
得勝的，必承受這些為業：我要作他的神，他要作我的兒子。
约翰暂停异象叙述，直接劝勉读者要做得胜者而非胆怯者。得胜者将承受新天新地的应许，包括最大的祝福，即“我要作他的神，他要作我的兒子”。对亚细亚七个教会的应许是赐给“得胜者”的，通过他们与真正得胜者耶稣的认同，他们继承了赐给得胜者的一切应许，以及耶稣所赐的一切。“神的儿子”这个短语描述的是那些直接来自神的人，凡蒙救赎的，就是从神的灵生的，就是神的儿子。

### 第八节
惟有膽怯的、不信的、可憎的、殺人的、淫亂的、行邪術的、拜偶像的，和一切說謊話的，他們的分就在燒著硫磺的火湖裡；這是第二次的死。
与得享祝福的得胜者完全相反的是罪人，他们将被扔进火湖。“不信者”是那些拒绝悔改、持续敌对神的人；“杀人的”是指那些杀害圣徒的人；“行淫的”与尼哥拉党有关，也是大多数未得救之人的特征；“行邪术的”指涉罗马宗教中常见的巫术，尤其盛行于以弗所，启示录中多次提及；“拜偶像的”贯穿整本启示录，是一切罪恶的核心；“說謊話的”多指假教师和异教虚假的宗教，常被严厉谴责。“胆怯的”这个词特指那些与得胜者相对的“失败者”，即那些未能坚守信仰、向假教导和世界压力妥协的“表面基督徒”。也有说法称这段经文是针对那些尚未得救的人，并非指信徒有时会因恐惧而面临火湖的危险。

## 至圣所新耶路撒冷（21:9–27）

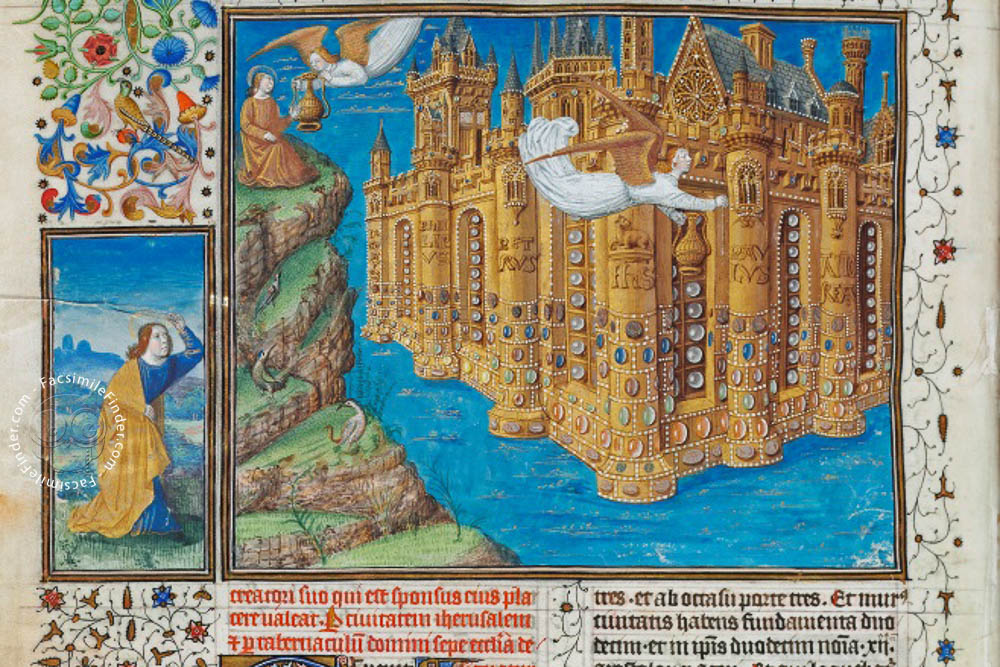
新耶路撒冷

天使让约翰详细地看了上帝之城，从它的美丽到它的门和根基、它的尺寸、建造它的珠宝，以及这座城市内部的纯洁和荣耀。同时约翰还将其与先前所描述的兽之帝国进行对比。在此约翰特别强调新城没有传统意义上的圣殿，因为神亲自与人同住，整个城市就是至圣所。新耶路撒冷规模宏大，其尺寸也展现了完美、和谐与对称。其建筑元素的数目皆体现了一种基于历史根基的象征意义。

### 第九节
拿著七個金碗、盛滿末後七災的七位天使中，有一位來對我說：你到這裡來，我要將新婦，就是羔羊的妻，指給你看。
天使说所说“你到這裡來……指給你看”，意味着天使是约翰在天上的引导。在这里，帝国如同淫妇，圣城如同新娘，两者之间的对比更加鲜明。将这座城市与新娘联系在一起，是为了让读者感受到它的美丽，并感到敬畏。

### 第十节
我被圣灵感动，天使就带我到一座高大的山，将那由神那里、从天而降的圣城耶路撒冷指示我。
约翰在主日第一次见到荣耀之主的异象时，是“被圣灵感动的”。当他被召到宝座前看见未来的事时，也是“被圣灵感动的”。但此番“被圣灵感动”后并非像先前那样被带到旷野，而是被带到“一座高大的山”，这可能暗指上帝赐予摩西妥拉的西奈山，或上帝向摩西展示应许之地的尼波山。这座从上帝而来的城象征神的恩典与救恩，是祂赐给子民的最终永恒居所。

### 第十一节
城中有神的荣耀，城的光辉如同极贵的宝石，好像碧玉，明如水晶。
新耶路撒冷因“神的荣耀”而光辉灿烂，象征神亲自居住在子民中间，如同过去神的荣光曾充满西奈山和圣殿。这种荣耀所带来的光辉被比作“清澈如水晶的碧玉”，象征神的威严、光辉与纯洁。这种宝石也出现在圣城的墙壁和根基中，进一步强调神荣耀的全然充满与圣洁。基于圣经对碧玉的描述，有些人认为它并非我们所熟知的碧玉，而可能是钻石。约翰首先被这座城的荣耀所震撼，这座城分享了上帝的荣耀，这荣耀体现在城所散发出的璀璨光芒中。

### 第十二至第十四节
有高大的墙，有十二个门，门上有十二位天使，门上又写着以色列十二个支派的名字。东边有三门，北边有三门，南边有三门，西边有三门。城墙有十二根基，根基上有羔羊十二使徒的名字。
新耶路撒冷在这节被描述为古代世界主要的设防城市之一，有着“高大的墙”和通往城门的大门。然而一切邪恶和危险都已消失，不再需要城墙和大门来保护公民。这提醒读者上帝的子民将享有永恒的安全，而城墙和大门正是安全的象征。这座城墙有12个门，为历史上所有上帝的子民提供入口。门上各支派的名字，象征着上帝子民与以色列的合一和传承。那些没有权利享用生命树的人，无法通过城门进入城中。城门可以保持敞开，因为不洁净的人不可能接近城。城的四面各有三道门，每道门都由一颗珍珠制成。所有门都永不关闭，地上列国和君王的荣耀都将通过这些门运送。在“十二位天使在门口”这句话里，这些天使并非守卫抵御威胁，而是像七个教会的天使一样守护着城，代表着上帝与他子民的新关系。城墙有12个根基，这些根基是因其美丽和坚固而被选中的大石头。虽然大门上刻着12个支派的名字，但这些大门上刻的是 “羔羊十二使徒的名字”。其重点不在于个别的使徒，而在于作为教会象征的十二使徒。

### 第十五至第十七节
对我说话的，拿着金苇子当尺，要量那城和城门城墙。城是四方的，长宽一样。天使用苇子量那城，共有四千里，长、宽、高都是一样；又量了城墙，按着人的尺寸，就是天使的尺寸，共有一百四十四肘。
在《启示录》先前的章节中，约翰用竿子丈量了圣殿、祭坛和敬拜的人，表示他们属于神。而在第十五节中，天使也用“金苇子”来丈量圣城、城门和城墙。“金苇子”正与这座“精金之城”相称，其街道亦为金子。象征神的所有权与保护，还表示神最终和永恒的同在，并保证他的子民不再有眼泪、痛苦与苦难。“苇子”在这里作为一种测量仪器，意思是“高大植物的茎”。城的形状是完美立方体，对应旧约《以西结书》中圣殿的形象。而这座城的尺寸极其巨大，这是一座足以容纳历世历代所有圣徒的城。根据亨利·莫里斯的猜测，纵观人类历史，其总人口数将达到1000亿，其中20%将得救，以此计算出每个人将拥有一块面积约为75英亩的“土地”。这虽然只是推测，但却说明了新耶路撒冷有足够的空间。在城墙的丈量中，约翰特别强调天使用的是“人的尺寸”，说明这些数据是用人类可理解的方式表达的属灵真理。

### 第十八至第二十一节
墙是碧玉造的；城是精金的，如同明净的玻璃。城墙的根基是用各样宝石修饰的：第一根基是碧玉；第二是蓝宝石；第三是绿玛瑙；第四是绿宝石；第五是红玛瑙；第六是红宝石；第七是黄璧玺；第八是水苍玉；第九是红璧玺；第十是翡翠；第十一是紫玛瑙；第十二是紫晶。十二个门是十二颗珍珠，每门是一颗珍珠。城内的街道是精金，好像明透的玻璃。
这座城是由金与宝石建造的，呼应了先前《以赛亚书》中神的应许。城墙用碧玉建造，城市与街道为“透明的精金”，象征神的纯洁与荣耀完全内在化。“透明的精金”还象征着从神而来的荣耀散发，而非人间金属的反射。同时这还彰显了神赐予其子民的一切的巨大价值。“精金”意味着其经过了火的考验和提炼，去除了渣滓。十二宝石代表十二使徒（教会），对照大祭司胸牌上的宝石。此外宝石体现教会的荣耀和祭司身份，是神子民的象征。每扇门为一颗巨珍珠，极其昂贵，象征新耶路撒冷的尊贵和神圣。城中的“大街”是透明的精金所铺，表明从神宝座而出的荣耀。不过珍珠来自不洁净的动物（例如牡蛎），因此也可能与不洁净或外邦人有关。这些珍珠可以作为见证，证明那些获得救赎并凭着信心回应上帝的外邦人，不再被视为不洁净，可以进城门。

### 第二十二至第二十三节
我未见城内有殿，因主神─全能者和羔羊为城的殿。那城内又不用日月光照；因有神的荣耀光照，又有羔羊为城的灯。

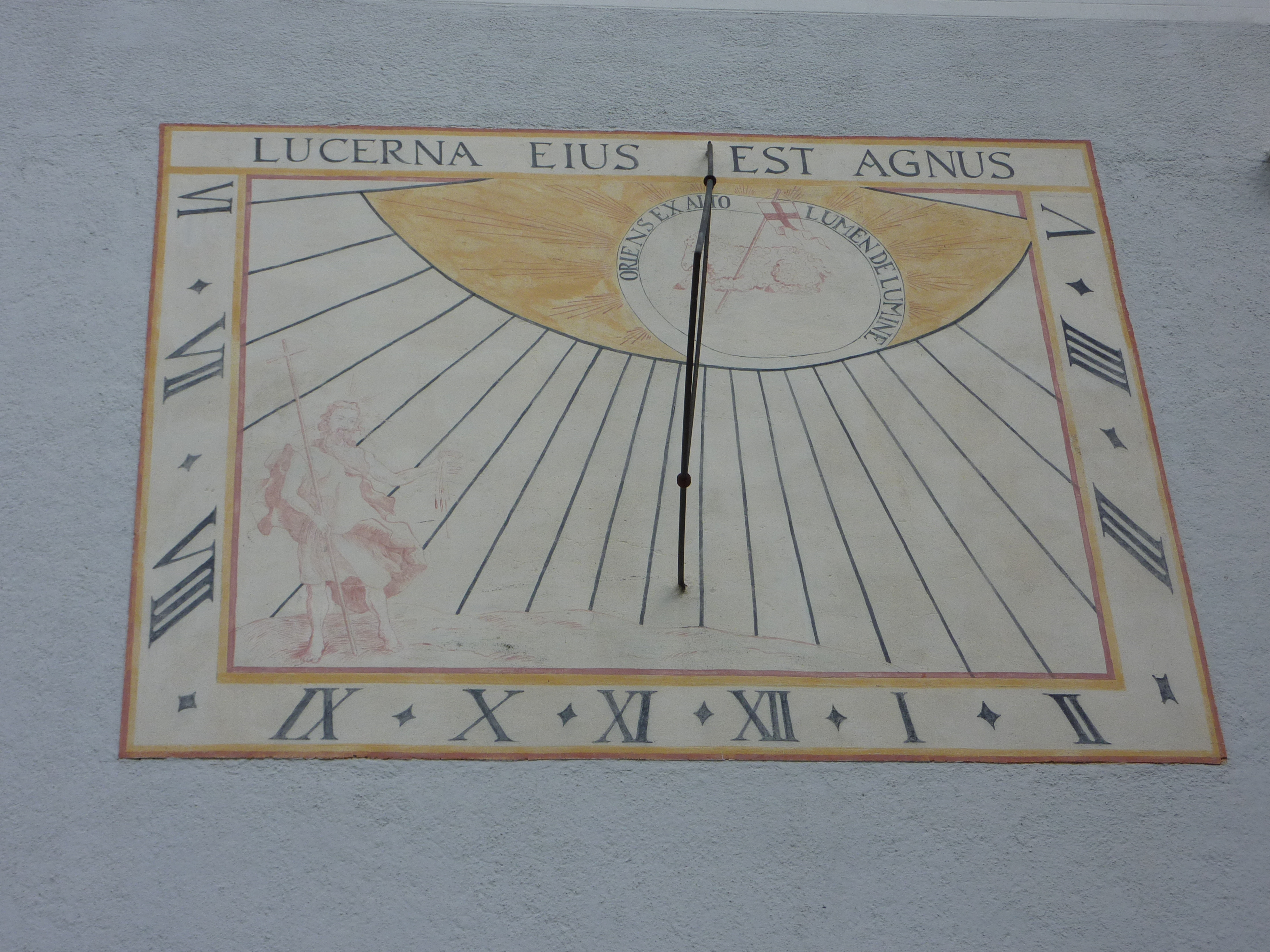
林区基希贝格的日晷引用了“羔羊为城的灯”

新耶路撒冷完全脱离属地败坏的元素，完全属于神的领域。与旧约和犹太传统中强调圣殿不同，这里明确“没有殿”是因主神和羔羊亲自成为圣殿。神的荣耀不再局限于一个建筑中，而是充满全城。在耶稣之前，圣殿是一个预言，但在基督时代，上帝的子民就是他的圣殿。在历史的大部分时间里，上帝的旨意是要设立圣殿以减轻罪人中间圣洁临在的痛苦。但罪已不再存在时，人与上帝可以完全相交并不再分离。“那城内又不用日月光照”意味着神亲自照耀新城，神是光的源头。不过太阳和月亮永远不会真正被毁灭，只是它们的光芒不再需要照亮圣城，太阳和月亮将继续在地球的阴间发挥其现有的功能，在那里分别作为昼夜的光源。

### 第二十四至第二十七节
列国要在城的光里行走；地上的君王必将自己的荣耀归与那城 。城门白昼总不关闭，在那里原没有黑夜。人必将列国的荣耀、尊贵归与那城。凡不洁净的，并那行可憎与虚谎之事的，总不得进那城；只有名字写在羔羊生命册上的才得进去。
《启示录》延续了《以赛亚书》的预言，即“列国要在城的光里行走”。“上的君王必将自己的荣耀归与那城”则意味着悔改与敬拜，原本背叛神的君王中有人悔改得救，彰显神怜悯与救恩的胜利。这些君王主要活动场所是在地上而非在圣城内，他们将城外的荣耀带入圣城。新耶路撒冷不再关闭城门，因再无敌人、再无黑夜。神的荣耀持续光照，象征完美的安全与神的同在。不过经文只提及了在圣城附近被神光照亮，并未提及地球上其他地方是否存在黑夜。“污秽”原意是“普通”或“不洁”，象征过去属罪的状态，如同旧约时代视外邦人为不洁一样。进入新耶路撒冷的，必须是已被羔羊宝血洁净的人。所有得胜者都被记在生命册中，生命册不仅是属天国民的登记簿，也是最终审判的依据。

### 引用著作
- Bauckham, Richard. . Barton, John; Muddiman, John  (编).  first (paperback). Oxford University Press. 2007: 1287–1306  [2019-02-06]. ISBN 978-0199277186.
- Garland, Anthony Charles.  2 illustrated, revised. SpiritAndTruth.org. 2007. ISBN 9780978886424.
- Osborne, Grant R. . Lexham Press. 2016  [2025-05-19]. ISBN 978-1-57799-734-4.
- Gaebelein, Arno Clemens. . Publication Office "Our Hope". 1915  [2025-05-01]. ASIN B00085A3U4 （英语）.
- Arthur, David. . Rowman & Littlefield. 2021  [2025-05-01]. ISBN 978-1-9787-0250-9 （英语）.
- Osborne, Grant R.  (PDF) 4. printing. Grand Rapids, Mich: Baker Academic. 2002. ISBN 9780801022999.